# Henicolaboides gigantinus
Henicolaboides gigantinus là một loài bọ cánh cứng trong họ Attelabidae. Loài này được Legalov & Liu miêu tả khoa học năm 2005.